# NGC 6501
NGC 6501 este o galaxie situată în constelația Hercule. A fost descoperită în 29 iunie 1799 de către William Herschel. Se află la o distanță de 47,16 de megaparseci de Pământ.